# Kolonija Plymouth
Kolonija Plymouth (ponekad i New Plymouth ili Kolonija Plymouth Bay), engleska kolonija u Sjevernoj Americi od 1620. do 1691. Prvo naselje Kolonije Plymouth bilo je kod New Plimotha, lokacije koju je ranije istražio i imenovao kapetan John Smith. Naselje, koje je služilo kao glavni grad kolonije, današnji je grad Plymouth, Massachusetts. Na svom vrhuncu, Kolonija Plymouth obuhvaćala je većinu jugoistočnog dijela moderne države Massachusetts.
Osnovana od grupe vjerskih separatista i Anglikanaca, koji će zajedno kasnije postati poznati kao Hodočasnici, Kolonija Plymouth je uz Jamestown u Virginiji jedna od najranijih uspješnih kolonija koje su osnovali Englezi u Sjevernoj Americi te prva veća trajna naseobina na području Nove Engleske. Uz pomoć Squanta, američkog indijanca plemena Patuxet, kolonija je uspjela dogovoriti sporazum s poglavicom Massasoit što je omogućilo opstanak. Igrala je ključnu ulogu u Ratu kralja Filipa, jednom od najranijih Indijanskih ratova. Kolonija je u konačnici 1691. spojena s Kolonijom Massachusetts Bay te drugim teritorijima iz čega je nastala Provincija Massachusetts Bay.
Unatoč relativno kratkoj povijesti, Plymouth ima posebnu ulogu u američkoj povijesti. Za razliku od naseljenika Jamestowna od kojih su mnogi bili poduzetnici, značajan dio građana Plymoutha bježao je od vjerskih progona tražeći prikladno mjesto za svoja bogoslužja. Društveni i pravni sustav kolonije postao je usko vezan uz njihova vjerska uvjerenja, kao i engleske običaje. Mnogi ljudi i događaji vezani uz Koloniju postali su dio američkog folklora, uključujući sjevernoameričku tradiciju poznatu kao Dan zahvalnosti te spomenik Plymouthski kamen.

## Značenje
Unatoč svom kratkom postojanju, Kolonija Plymouth ima posebnu ulogu u američkoj povijesti. Za razliku od kolonista iz Jamestowna od kojih su mnogi bili dobrostojeći građani koji su pošli u novi svijet u potrazi za većim bogatstvom, kolonisti Plymoutha bili su puno skromniji. 
Oni su krenuli u novi svijet iz vjerskih razloga, tražeći svoje mjesto pod suncem na kom će u miru prakticirati svoju vjeru, koja je uglavnom sastojala iz uvjerenja da su svi ljudi jednaki (i jednako griješni), te da se jedino vrijednim, poštenim radom, odričući se nepotrebne raskoši i razmetanja i čvrstim moralnim načelima - čovjek može pred bogom iskupiti za svoje grijehe i osigurati si vječni život u kraljevstvu nebeskom. Život u svojoj koloniji, podredili su tim načelima, vrijedno i mukotrpno radivši, i dijelivši sve među sobom. Crkveno vjeće, koje su demokratski izabrali još na brodu Mayflower, bilo je i uprava kolonije (to je bio presedan za to vrijeme), ono je određivalo podjelu zemlje (koja se u načelu dijelila na jednake dijelove) i sav život u koloniji.
Brojne osobe i događaji vezani uz Kolonija Plymouth postali su dio američke političke mitologije i običaja, kao što je praznik Dan zahvalnosti (četvrti četvrtak u studenom) uz obaveznog purana jer su to jeli i preživjeli kolonisti, nakon prve teško provedene zime u novom svijetu.